# 鈴木康彦 (航空自衛官)
鈴木 康彦（やすひこ、1965年〈昭和40年〉11月28日 - ）は、日本の航空自衛官。
第50代航空総隊司令官。最終階級は空将。出身職種は飛行。

## 略歴
静岡県出身。1988年（昭和63年）3月、防衛大学校（32期）を卒業し、航空自衛隊入隊。第83航空隊司令兼ねて那覇基地司令、南西航空方面隊司令官、統合幕僚副長を歴任し、2023年（令和5年）3月22日に第50代航空総隊司令官に就任。2024年（令和6年）12月20日、退職。